# Lina stalowa

Przekrój liny stalowej

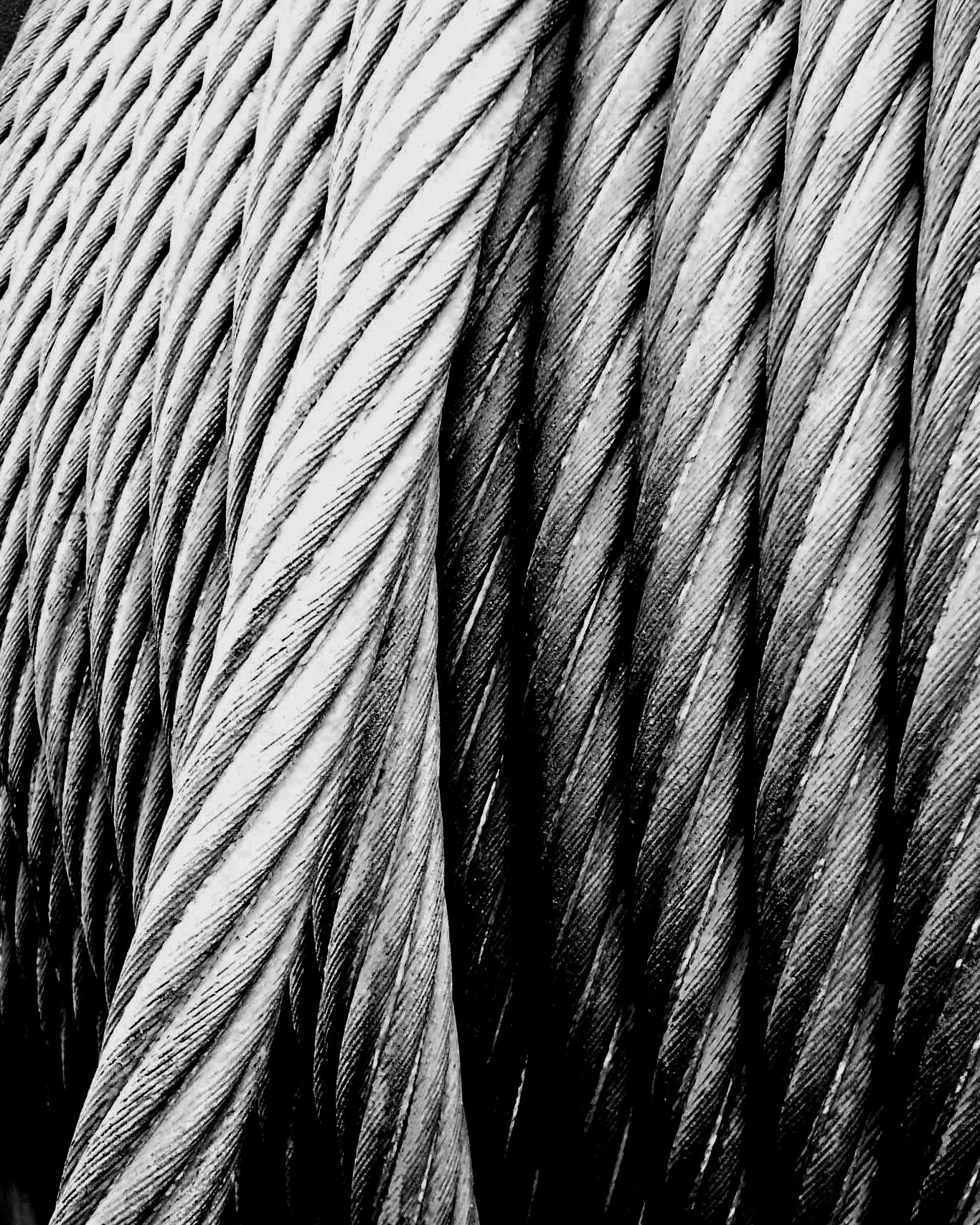
Stalowa lina

Liny stalowe, tzw. stalówki, wykonane są z drutów stalowych ocynkowanych lub ze stali nierdzewnej. Najczęściej spotykanymi linami stalowymi są liny składające się z 6 lub więcej pokrętek (złożonych z dużej ilości cienkich drucików) skręconych wokół rdzenia wykonanego z włókien roślinnych. Coraz częściej stosuje się też liny stalowe strunowe skręcone z pojedynczych drutów wykonanych ze stali nierdzewnej. Na stalówkach pokrętkowych można wykonywać sploty, tzw. szplajsy, w celu łączenia lin ze sobą lub wykonania ucha. Lin strunowych nie można splatać. Zakańcza się je specjalnymi zaciskami.